# Ulrike Schrader

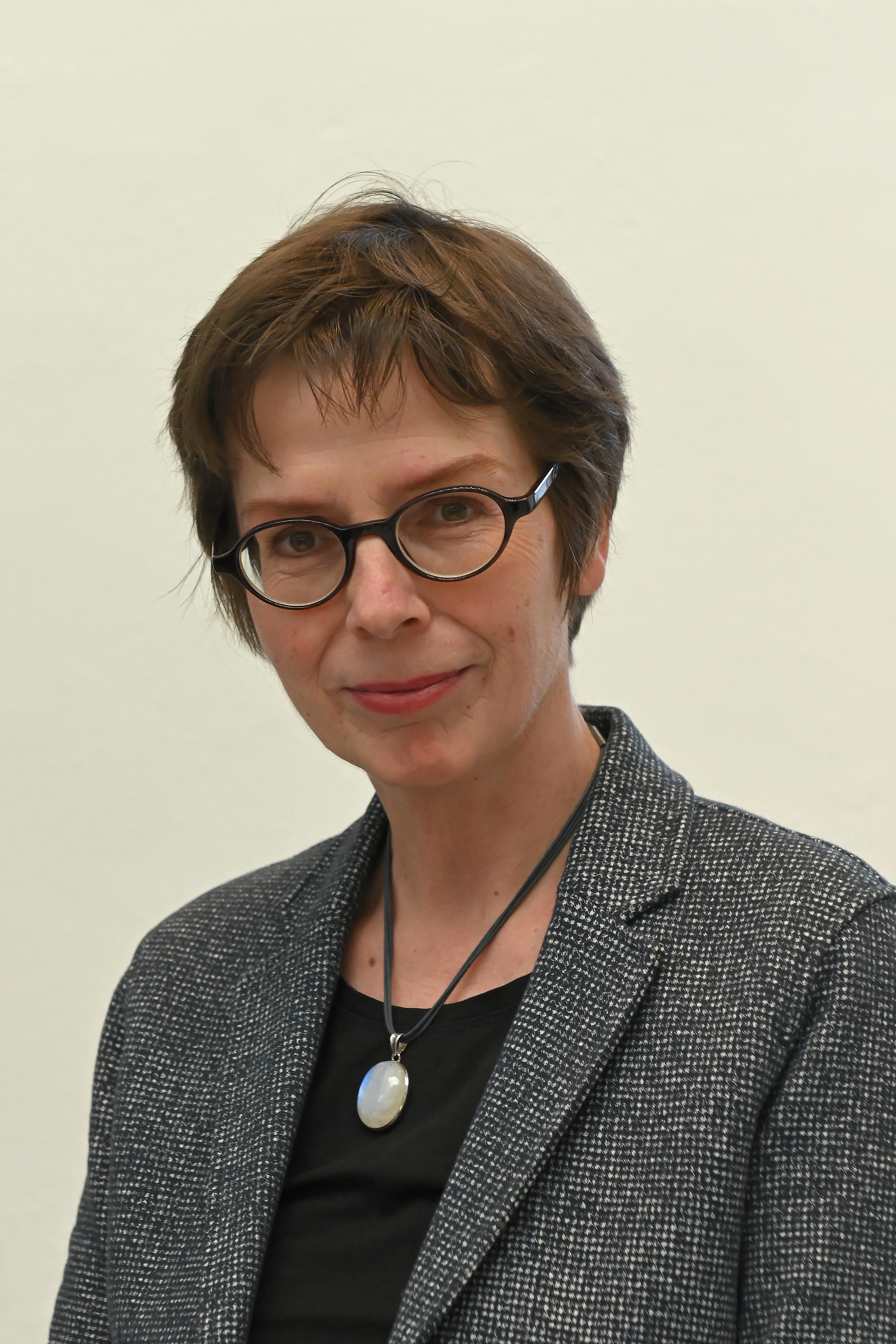
Ulrike Schrader (2020)

Ulrike Schrader (* 1960 in Vechta) ist eine deutsche Literaturwissenschaftlerin. Sie ist Leiterin der Begegnungsstätte „Alte Synagoge“ in Wuppertal.

## Leben
Schrader absolvierte eine Ausbildung als Buchhändlerin und studierte anschließend Germanistik, Allgemeine Literaturwissenschaft und Evangelische Theologie an der Bergischen Universität Wuppertal, wo sie 1991 mit einer Arbeit über die Rezeption der Gestalt Hiobs in der deutschen Literatur promoviert wurde. 1994 übernahm sie die Leitung der Wuppertaler Begegnungsstätte „Alte Synagoge“. Sie hat mehrere Bücher vor allem über jüdisches Leben und jüdische Kultur in Wuppertal und dem Bergischen Land veröffentlicht.
Ulrike Schrader war von 2004 bis 2023 Lehrbeauftragte an der Bergischen Universität. 2023 erregte ein Artikel der Westdeutschen Zeitung Aufsehen, der über ein Seminar von Schrader berichtete, in dem Studierende ein Gedenkstättenkonzept für das KZ Kemna erarbeiteten. Ihm wurde vorgeworfen, dass diese darin Verständnis für die Inhaftierung von Kommunisten zeigten. Schrader und die Universität widersprachen der Darstellung, die Zeitung hielt daran fest.
2010 bekam Schrader von der Jüdischen Kultusgemeinde Wuppertal die Goldene Menorah verliehen. 2011 erhielt sie die Auszeichnung des Wuppertaler Stadtverbandes der Bürger- und Bezirksvereine „Goldene Schwebebahn“, 2024 den Rheinlandtaler in der Kategorie Kultur.
Ulrike Schrader ist verheiratet.

## Werke
Als Autorin:
- Die Gestalt Hiobs in der deutschen Literatur seit der frühen Aufklärung. Frankfurt am Main: Lang, 1992.
- „Niemand hat mich wiedererkannt“. Else Lasker-Schüler in Wuppertal. Wuppertal 2003.
- Unterrichtsmaterialien zum Bilderbuch „Papa Weidt. Er bot den Nazis die Stirn“ von Inge Deutschkron und Lukas Ruegenberg. 2. Auflage. Berlin: Museum Blindenwerkstatt Otto Weidt, 2005.
- Tora und Textilien. Zur Geschichte der Juden im Wuppertal. Wuppertal 2007.
- Bekenntnis und Verrat. Ein Stadtführer zur Wuppertaler Kirchengeschichte in der Zeit des Nationalsozialismus. Wuppertal: Trägerverein Begegnungsstätte Alte Synagoge Wuppertal e.V., 2009.
- Goldschmidt, Cohn und Mandelbaum. Jüdische Orte im Bergischen Land. Wuppertal 2012.
- „… der alte Gott lebt noch, wird auch uns nicht verlassen.“ Die jüdische Familie Steilberger. Wuppertal 2015.
- Fundstücke aus dem Dritten Reich. Rekonstruktionen, Wuppertal: Trägerverein Begegnungsstätte Alte Synagoge Wuppertal e.V., 2016.

Als Herausgeberin:
- „… so froh, dass Ihr draußen seid!“. Die Briefe der Familie Inow. Wuppertal 2005.
- Zwischen Webstuhl und Synagoge. Jüdisches Leben in Wuppertal. Arbeitsmappe für den Unterricht. Wuppertal 2011.
- mit Bastian Fleermann: „… Beschränkungen der staatsbürgerlichen Rechte werden hierdurch aufgehoben.“ Die Emanzipation der Juden auf dem Rheinischen Provinziallandtag Düsseldorf, 13. Juli 1843. Düsseldorf/Wuppertal 2013.
- Antworten aus der Emigration. Briefe und andere Quellen jüdischer Flüchtlinge aus Wuppertal in der Sammlung Ulrich Föhse, Wuppertal 2018, ISBN 978-3-940199-18-8.